# Rochester Royals 1946-1947
La stagione 1946-47 dei Rochester Royals fu la 2ª nella NBL per la franchigia.
I Rochester Royals vinsero la Eastern Division con un record di 31-13. Nei play-off vinsero il primo turno con i Syracuse Nationals (3-1), le semifinali con i Fort Wayne Zollner Pistons (2-1), perdendo poi la finale NBL i Chicago American Gears (3-1).

## Roster
| N° | Naz.                   | Ruolo | Sportivo       | Anno | Alt. | Peso |
| -- | ---------------------- | ----- | -------------- | ---- | ---- | ---- |
|    | Stati Uniti (bandiera) | GA    | Al Cervi       | 1917 | 180  | 77   |
|    | Stati Uniti (bandiera) | G     | Red Holzman    | 1920 | 178  | 79   |
|    | Stati Uniti (bandiera) | GA    | Bob Davies     | 1920 | 183  | 79   |
|    | Stati Uniti (bandiera) | AC    | George Glamack | 1918 | 198  | 102  |
|    | Stati Uniti (bandiera) | GA    | Andrew Levane  | 1920 | 188  | 86   |
|    | Stati Uniti (bandiera) | AC    | Arnie Johnson  | 1920 | 196  | 107  |
|    | Stati Uniti (bandiera) | AC    | Dolly King     | 1916 | 193  | 98   |
|    | Stati Uniti (bandiera) | AC    | Al Negratti    | 1921 | 191  | 91   |
|    | Stati Uniti (bandiera) | AC    | Bill Coven     | 1920 | 201  | 100  |
|    | Stati Uniti (bandiera) | G     | Jack Garfinkel | 1918 | 183  | 86   |
|    | Stati Uniti (bandiera) | G     | Leon Gauchat   | 1921 | 183  | 82   |
|    | Stati Uniti (bandiera) | G     | Jim Cominsky   | 1918 | 188  | 84   |
|    | Stati Uniti (bandiera) | A     | Jim Quinlan    | 1922 | 193  | 93   |
|    | Stati Uniti (bandiera) | A     | Frank Beaty    | 1919 | 188  | 93   |

## Staff tecnico
- Allenatore: Les Harrison